# 挪亚方舟 (歌剧)
《挪亚方舟》（Noye's Fludde）是本杰明·布里顿写就的一部一幕歌剧，供业余歌剧演员及儿童演出，主题是《旧约》中挪亚方舟的故事，灵感来自15世纪的切斯特奇迹剧。1958年2月18日，它在牛津的奥尔德伯勒节首演，得到业界好评并在海外上演。